# أحمد بن أحمد قاسم
الموسيقار والمُلحًِن الكبير أحمد بن أحمد قاسم هو من مواليد مدينة عدن في 11 مارس عام 1938م، عشق الموسيقى وأحبها وتعلم العزف على أله العود على يد أستاذهِ الموسيقار يحيى مكـًي.
يُعتبر الموسيقار أحمد قاسم رائد التحديث الموسيقي للأغنية اليمنية المُعاصرة فهو أول من أدخل الآلات الموسيقية الحديثة على الأغاني فكان واحداً ممن أسهموا وبشكل كبير في تشكيل ما يُسمى بندوة الموسيقى العدنية مع أصدقائه من رواد الأغنية العدنية وهم خليل محمد خليل وسالم أحمد بامدهف ومحمد سعد عبد الله وأبو بكر فارع وياسين فارع والشاعر الراحل الدكتور محمد عبده غانم وحسين بخش وغيرهم من الرواد.
ولد ونشأ في مدينة عدن، وتوفي بالقرب من مدينة ذمار.
درس في عدد من مدارس مدينة عدن، ثم اتجه نحو الغناء والطرب؛ فدرس على الأستاذ (يحيى مكي) كثيرًا من الفنون الموسيقية، وتأثر بالاتجاه الفني لندوة الموسيقى العدنية، ثم ابتعث لدراسة الموسيقى إلى مصر عام 1956م؛ فالتحق بالمعهد العالي للموسيقى، وحصل منه على شهادة الدبلوم عام 1960م، ثم عاد إلى مدينة عدن، وكانت تشهد نهضة فنية في مجال الغناء؛ فأسس فرقة موسيقية في نفس العام، أطلق عليها اسم (فرقة أحمد قاسم التجديدية)، وأقام عددًا من الحفلات في مختلف المناسبات، كما قام بتسجيل معظم أغانيه، كما تنقل في عدد من دول الخليج العربي، مما أكسبه شهرة واسعة، ثم واصل دراسة الموسيقى في (موسكو).
تأثر صاحب الترجمة بفن الغناء المصري الحديث عمومًا وبالفنانين: (محمد عبد الوهاب) و(فريد الأطرش) بوجه خاص، والتقاه هذا الأخير عند زيارته لمدينة عدن عام 1956م؛ فأعجب بموهبته، وقيل: إنه هو الذي سعى له بمنحة لدراسة الموسيقى في المعهد العالي للموسيقى في القاهرة، وتبنى موهبته هناك من خلال اللقاءات التي كانت تتم بينهما في مدينة القاهرة.
يمثل الفنان (أحمد قاسم) مدرسة متميزة في فن الغناء اليمني، سعت إلى التجديد الواعي المتمثل بالاستفادة من تقنية العصر وأساليبه، وعراقة الماضي وعناصره، فقدم نتاجًا متنوعًا، تضمن اللون التجديدي العدني، كما في أغانيه (يا عيباه)، و(مستحيل)، و(حقول البن)، و(خطوة خطوة)، وهذا الاتجاه تأثر كثيرًا بالألحان الشرقية، كما تضمن الاتجاه الفلكلوري؛ مثل أغنية (من العدين)، وأغنية (واليوم والله).
وفي مجال الأغنية الوطنية قدم عددًا من الأغاني، أشهرها أغنية (من كل قلبي أحبك يا بلادي يا يمن).
تعامل مع عدد من الشعراء، أبرزهم: (لطفي جعفر أمان)، و(سعيد الشيباني)، و(أحمد شريف الرفاعي)، ولحن لعدد من الفنانين.
وفي مجال السينما؛ خاض تجربة التمثيل السينمائي، فقام بدور البطولة في فيلم (حبي في القاهرة) مع الفنانة (زيزي البدراوي)، والفنان (محمود المليجي).
عمل في عددٍ من الإدارات التابعة لوزارة الثقافة في مدينة عدن.
توفي إثر حادث مروري في ذمار، أثناء عودته من مدينة صنعاء إلى مدينة عدن، وقد دفن في مدينة عدن.

## لمحات من حياة الموسيقار احمد بن احمد قاسم
- درس في جمهورية مصر العربية عام 1956م - 1957 م
- تخرج من المعهد العالي للموسيقى عام 1960 – 1961م
- عمل مدرساً للموسيقى بعد تخرجه في المدارس الحكومية في عدن من عام 1961م حتى بداية عام 1963 م
- قام ببطولة أول فيلم سينمائي يمني عام 1963 م
- ظهر فيلم (حبي في القاهرة) للفنان أحمد قاسم عام 1965 م من بطولتهُ أمام المُمثله المصرية زيزي البدراوي والمُمثل الكبير محمود المُليجي
- درس في باريس عام 1970 حتى نهاية 1973 م
- استطلاع موسيقي في هوليوود عام 1979م حتى 1980 م
- تثقيف تحت رعاية جيفاني ميخائيلوف في موسكو عام 1980-1982
- استطلاع موسيقي في لندن عام 1983 حتى عام 1984 م

## مجموعه من أغانيه
( اجيت يا ليل - الحلم - الله أكبر- اسمر وعيونه- أتعلم يا فاتني - الاطلا لاللي نسأنا - في جفونك - غريبة - غصب عني - حبيبي روحي - خايف من الأيام - كلما تخطر ببالي - تهجر وتنساني - تقاسيم على العود - صدفــة - يا عيباه - يا حبيبي طال غيابك - ياحلو طال البعاد - عدن عدن - حقول البن - أحببتها - حبيبي وفاء وعده - من العدين يالله - قالت لي - راح الهوى يا حبيب - ايش هذا الحسن كله - عدبيني - ابتدينا)